# José Alí Meza
José Alí Meza Draegertt (Ciudad Bolívar, Venezuela; 17 de abril de 1991) es un futbolista venezolano que juega como delantero en el Deportivo La Guaira de la Primera División de Venezuela.

## Trayectoria

### Mineros de Guayana
Inició su formación en las divisiones inferiores de Mineros de Guayana, haciendo su debut con el primer equipo en el 2009. Con el equipo fue campeón de la Copa Venezuela 2011, por lo que consiguió jugar en la Copa Sudamericana 2012, llegando allí hasta la segunda ronda.
Dentro de este equipo jugó al lado de Darwin Machís y Alejandro Guerra.

### Deportivo Táchira
Fue fichado por el Deportivo Táchira para la temporada 2013-2014, dónde llegó a disputar Copa Libertadores, quedando campeón en la temporada 2014-2015.
Meza convirtió siete goles en 18 compromisos disputados en el pasado Torneo Adecuación y en líneas generales fue un 2015 satisfactorio para el jugador, cuyos números generales dejaron 10 goles en 40 encuentros, donde vistió la camiseta de Táchira. Las presencias se distribuyeron en 13 del Torneo Clausura 2015: dos de la Final 2014-2015, seis de la Copa Libertadores 2015, dos de la Copa Venezuela 2016 y los 18 del Adecuación 2015.

### CD Feirense
El CD Feirense culminó tercero en la segunda liga a ocho puntos del Porto "B" por lo que consiguió su boleto para disputar la primera división en Portugal. 
Según medios locales el deportista fue recomendado por el entrenador, que buscaba mayores números en ataque para ascender el equipo a la máxima categoría del fútbol luso.

### Oriente Petrolero
Fue fichado por Oriente Petrolero en la temporada 2016-17. Disputó la Copa Sudamericana 2017 y la Copa Libertadores 2018. Convirtió 32 goles en 73 partidos.

### Retorno al Maritzburg United
En enero del 2023 firmó para el conjunto de la primera división sudafricana luego de haber quedado libre con el Always Ready.

## Estadísticas
- Actualizado al último partido jugado el 3 de octubre de 2018.

| Mineros de Guayana · Venezuela | 1.ª                 | 2009-10             | 19  | 3  | ?  | -  | - | - | -  | - | - | 19  | 3  | ?  | 0,16 |
| Mineros de Guayana · Venezuela | 1.ª                 | 2010-11             | 12  | 1  | ?  | -  | - | - | -  | - | - | 12  | 1  | ?  | 0,08 |
| Mineros de Guayana · Venezuela | 1.ª                 | 2011-12             | 7   | 0  | ?  | 5  | 1 | 1 | -  | - | - | 12  | 1  | ?  | 0,08 |
| Mineros de Guayana · Venezuela | 1.ª                 | 2012-13             | 27  | 5  | ?  | 0  | 0 | 0 | 1  | 0 | 0 | 28  | 5  | ?  | 0,18 |
| Mineros de Guayana · Venezuela | Total club          | Total club          | 65  | 9  | ?  | 5  | 1 | 1 | 1  | 0 | 0 | 71  | 10 | ?  | 0,14 |
| Deportivo Táchira · Venezuela | 1.ª                 | 2013-14             | 32  | 8  | ?  | 10 | 1 | 3 | -  | - | - | 42  | 9  | ?  | 0,21 |
| Deportivo Táchira · Venezuela | 1.ª                 | 2014-15             | 31  | 1  | ?  | 6  | 1 | 2 | 6  | 2 | 0 | 43  | 4  | ?  | 0,09 |
| Deportivo Táchira · Venezuela | 1.ª                 | 2015                | 18  | 7  | ?  | 1  | 0 | 0 | -  | - | - | 19  | 7  | 0  | 0,37 |
| Deportivo Táchira · Venezuela | 1.ª                 | 2016                | 3   | 0  | 0  | -  | - | - | -  | - | - | 3   | 0  | 0  | 0,00 |
| Deportivo Táchira · Venezuela | Total club          | Total club          | 84  | 16 | ?  | 17 | 2 | 5 | 6  | 2 | 0 | 107 | 20 | ?  | 0,19 |
| Feirense Portugal | 2.ª                 | 2015-16             | 14  | 0  | 0  | 1  | 0 | 1 | -  | - | - | 15  | 0  | 1  | 0,00 |
| Feirense Portugal | Total club          | Total club          | 14  | 0  | 0  | 1  | 0 | 1 | -  | - | - | 15  | 0  | 1  | 0,00 |
| Oriente Petrolero · Bolivia | 1.ª                 | 2016-17             | 53  | 24 | 7  | -  | - | - | 4  | 0 | 1 | 57  | 24 | 8  | 0,42 |
| Oriente Petrolero · Bolivia | 1.ª                 | 2018                | 12  | 8  | 4  | -  | - | - | 4  | 0 | 1 | 16  | 8  | 5  | 0,50 |
| Oriente Petrolero · Bolivia | Total club          | Total club          | 65  | 32 | 11 | -  | - | - | 8  | 0 | 2 | 73  | 32 | 13 | 0,44 |
| Mamelodi Sundowns Sudáfrica | 1.ª                 | 2018-19             | 9   | 0  | 0  | 3  | 0 | 0 | 5  | 2 | 0 | 17  | 2  | 0  | 0,11 |
| Mamelodi Sundowns Sudáfrica | Total club          | Total club          | 9   | 0  | 0  | 3  | 0 | 0 | 5  | 2 | 0 | 17  | 2  | 0  | 0,11 |
| Total en su carrera | Total en su carrera | Total en su carrera | 237 | 57 | ?  | 26 | 3 | 7 | 20 | 4 | 2 | 286 | 64 | ?  | 0,22 |
| (1) Las copas nacionales se refiere a la Copa Venezuela, a la Taça de Portugal y MTN 8. (2) Las copas internacionales se refiere a la Copa Libertadores, Copa Sudamericana y Liga de Campeones de la CAF. (3) No incluye datos de partidos amistosos ni categorías inferiores. |                     |                     |     |    |    |    |   |   |    |   |   |     |    |    |      |

### Hat-tricks
Partidos en los que anotó tres o más goles:
 Actualizado de acuerdo al último partido jugado el 6 de mayo de 2018.
| 1 | 3 de marzo de 2017  | Juan Carlos Durán, Santa Cruz de la Sierra     | Sport Boys - Oriente Petrolero |  | 3 - 4 | Apertura 2017 |
| 1 | 13 de marzo de 2018 | Ramón Aguilera Costas, Santa Cruz de la Sierra | Oriente Petrolero - Destroyers |  | 4 - 4 | Apertura 2018 |

## Palmarés

### Campeonatos Nacionales
| Título                        | Club                | País      | Año  |
| ----------------------------- | ------------------- | --------- | ---- |
| Copa Venezuela                | Mineros de Guayana  | Venezuela | 2011 |
| Torneo Clausura               | Deportivo Táchira   | Venezuela | 2015 |
| Primera División de Sudáfrica | Mamelodi Sundowns   | Sudáfrica | 2019 |
| Primera División de Sudáfrica | Mamelodi Sundowns   | Sudáfrica | 2020 |
| Copa Venezuela                | Deportivo la Guaira | Venezuela | 2024 |